# Prefektura Gifu
Prefektura Gifu (jap. 岐阜県 Gifu-ken) – prefektura znajdująca się w regionie Chūbu, w Japonii. Jej stolicą jest miasto Gifu.

## Położenie
Prefektura leży w środkowej części wyspy Honsiu. Północna część jest górzysta, południowa leży na nizinie Nōbi. Najwyższym szczytem prefektury jest Hotaka-dake o wysokości 3 190 m n.p.m., położony na granicy z prefekturą Nagano. 
Rzeki przepływające przez prefekturę, uchodzące do Pacyfiku: Kiso, Nagara, Ibi (zwane łącznie: „trzema rzekami Kiso”, gdyż w swoim dolnym biegu na przemian łączą się i rozdzielają), Shōnai, Yahagi. Rzeki uchodzące do Morza Japońskiego: Jinzū, Shō, Kuzuryū.  
Gifu graniczy z prefekturami: Toyama, Ishikawa, Mie, Shiga, Aichi oraz Nagano.

## Miasta
Miasta prefektury Gifu:
| - Ena - Gero - Gifu (stolica) - Gujō - Hashima - Hida - Kaizu | - Kakamigahara - Kani - Mino - Minokamo - Mizuho - Mizunami - Motosu | - Nakatsugawa - Ōgaki - Seki - Tajimi - Takayama - Toki - Yamagata |

## Historia
Prefekturę Gifu utworzono w 1871 roku, po obaleniu systemu feudalnego, z dawnych prowincji Hida i Mino.
Na południowo-zachodnim krańcu prefektury leży miasteczko Sekigahara. W jego pobliżu w 1600 roku miała miejsce kluczowa bitwa o wielkim znaczeniu historycznym. Doprowadziła ona do zjednoczenia kraju pod przywództwem rodu Tokugawa i jego panowania przez 265 lat.
W miejscowości Yaotsu znajduje się The Chiune Sugihara Memorial Hall (jap. Sugihara Chiune Kinenkan) poświęcony Chiune Sugiharze (1900–1986), japońskiemu dyplomacie urodzonemu w prefekturze Gifu. Podczas II wojny światowej był on wicekonsulem na Litwie. Pomógł on kilku tysiącom Żydów uciec z Europy, wydając im wizy tranzytowe przez terytorium Japonii.

## Gospodarka
Prefektura Gifu jest członkiem Greater Nagoya Initiative (jej celem jest promowanie międzynarodowej wymiany gospodarczej w celu przyciągnięcia wybitnych firm, technologii, ludzi i informacji z całego świata do Greater Nagoya, obszaru w promieniu 100 km od miasta Nagoja, oraz wspierać firmy, które chcą rozwijać swoją działalność na całym świecie). Są tu wytwarzane bardzo różne towary, w tym: tradycyjne produkty lokalne (jak noże kuchenne i ceramika), maszyny elektryczne, maszyny ogólne, samochody, samoloty i inny sprzęt transportowy, wspierający japoński przemysł wytwórczy. Od stycznia 2021 roku część powiatów została wyznaczona jako „Strefa specjalna do stworzenia klastra przemysłu lotniczego nr 1 w Azji”. Prefektura kompleksowo wspiera rozwój przemysłu lotniczego. 

## Miejsca godne zwiedzenia
- miasto Takayama i okolice Hida-Takayama (ang.)
- Ceramics Park Mino (ang.)
- Nakatsugawa i okolice (ang.)

## Galeria

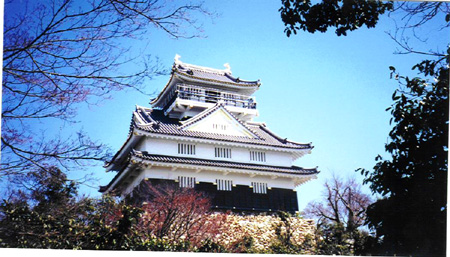
Zamek Gifu
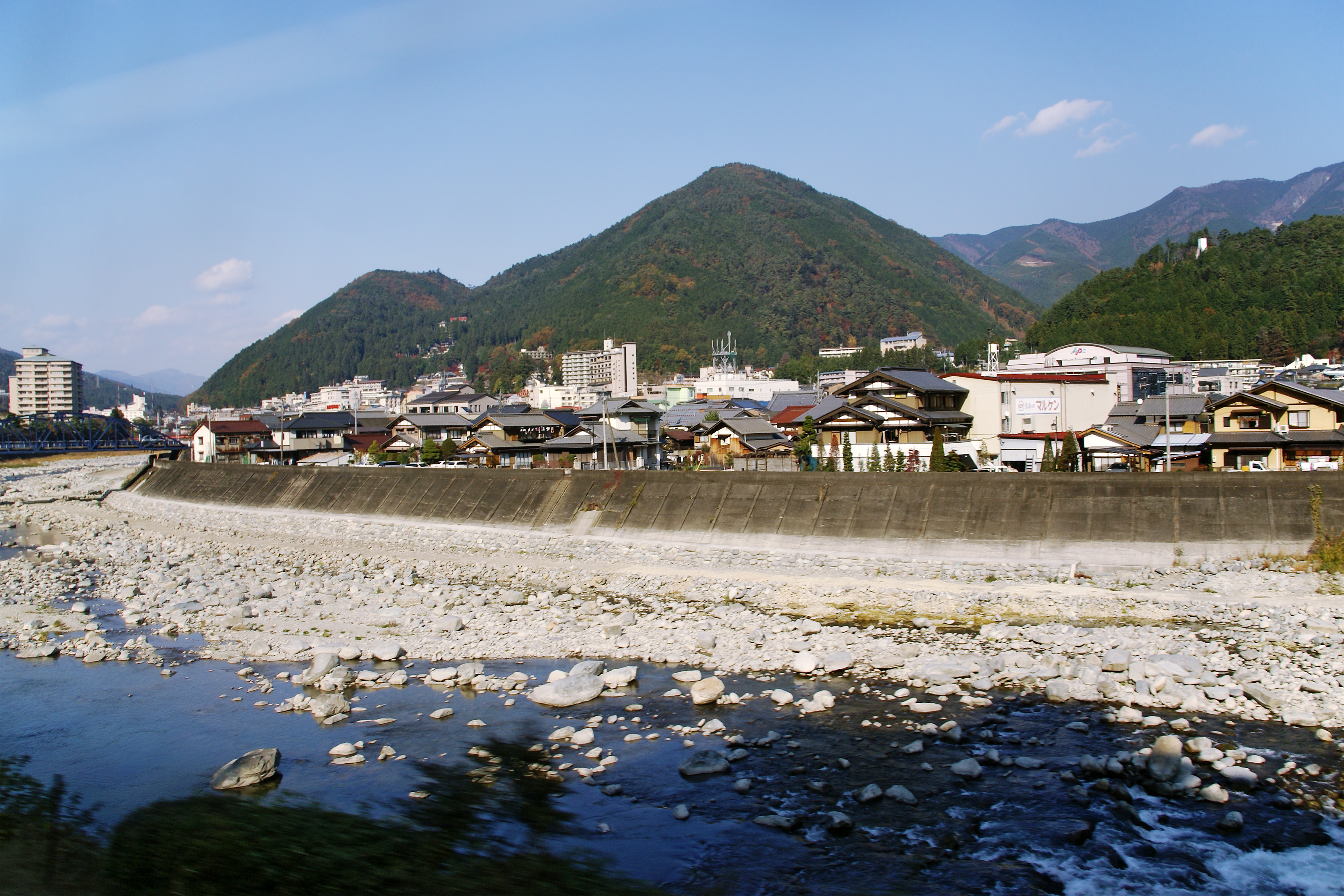
Miasto Gero (znane z onsenów), rzeka Hida
Historyczna wieś Shirakawa-gō (Lista światowego dziedzictwa UNESCO)
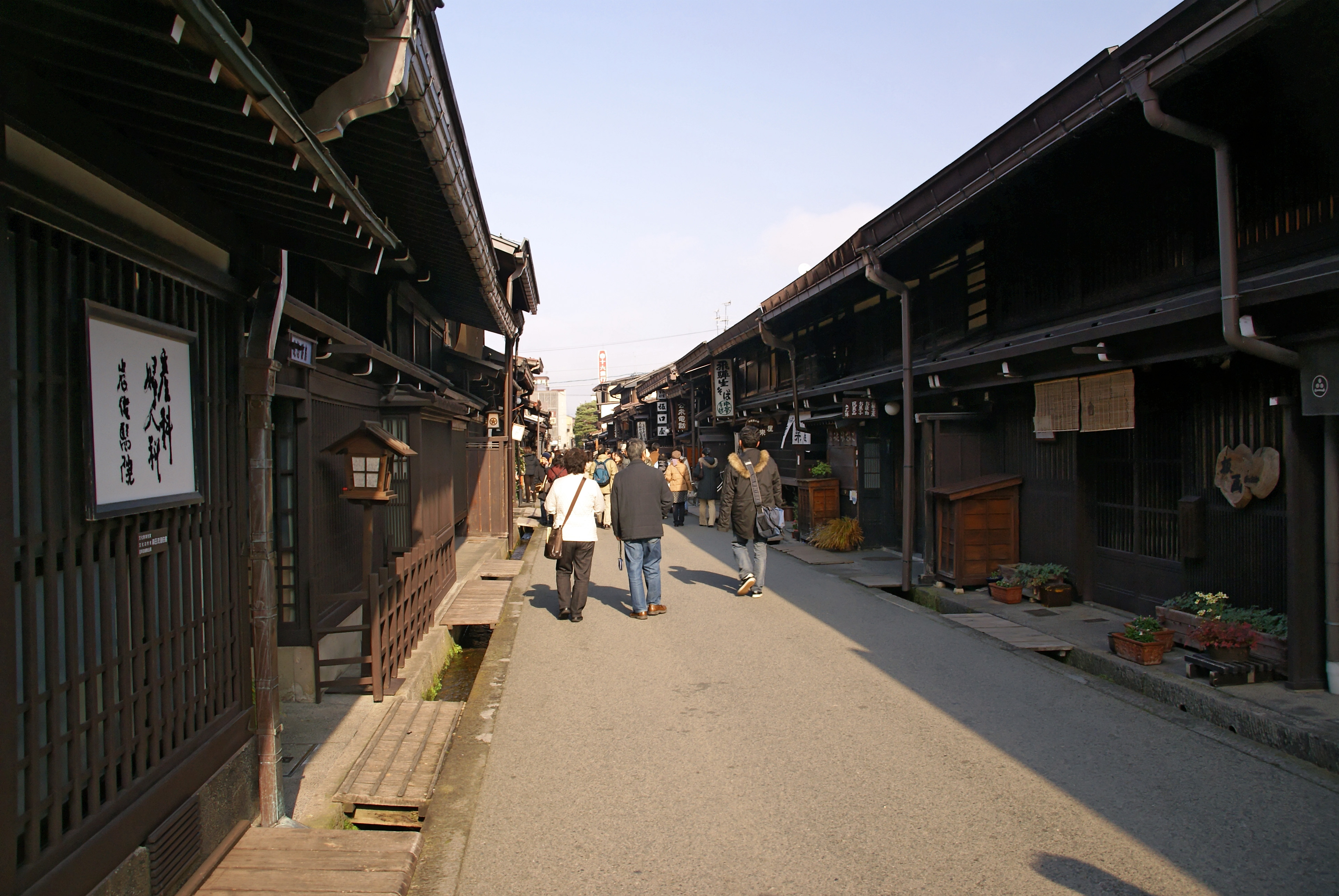
Stara (zabytek historyczny) uliczka Sanmachi w Takayamie
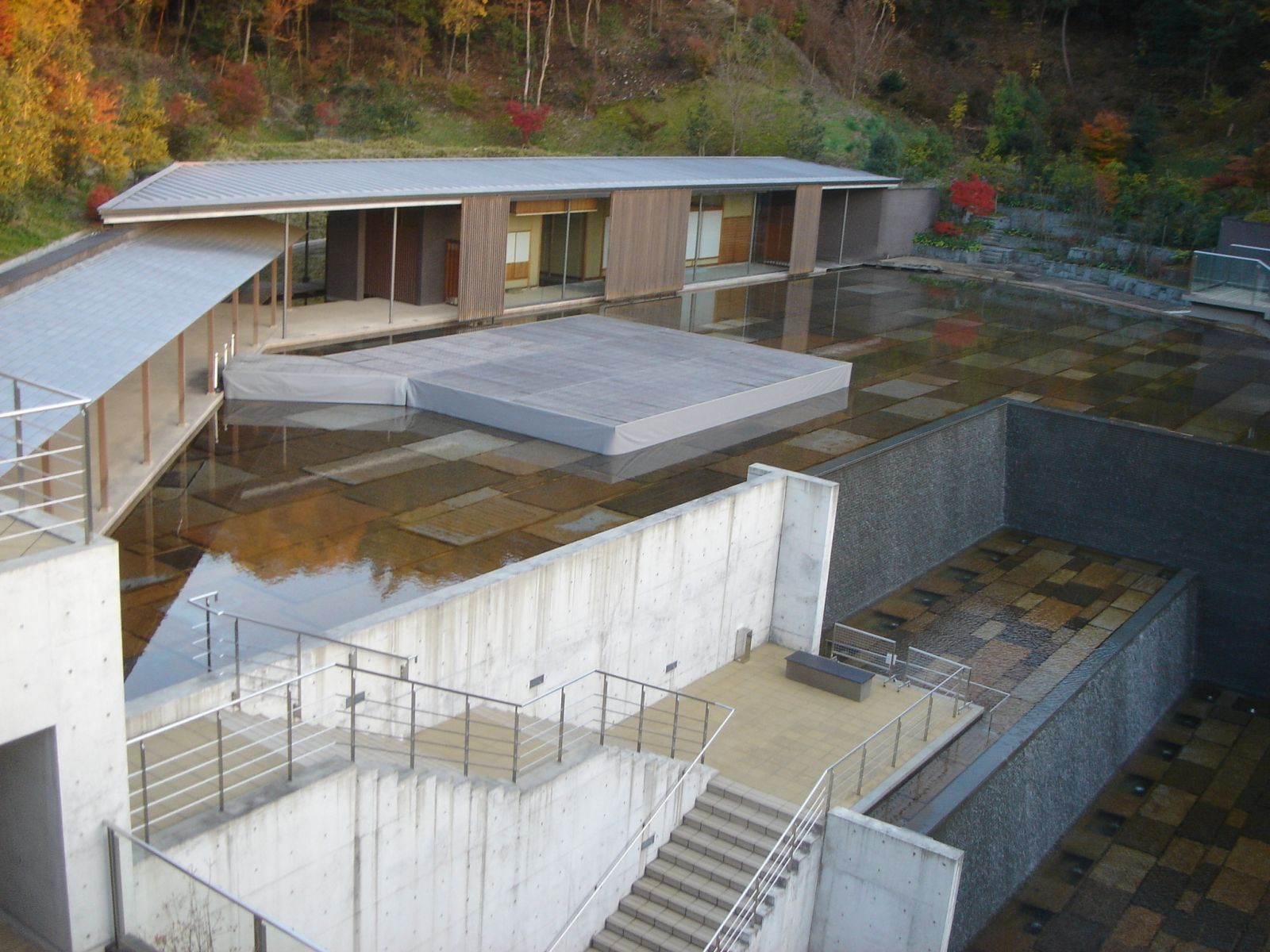
Ceramics Park MINO w Tajimi